# El Hagounia
El Hagounia  (in arabo الحكونية‎?) è un centro abitato e comune rurale del Marocco situato nella provincia di Tarfaya, regione di Laâyoune-Sakia El Hamra. Conta una popolazione di 151 abitanti (censimento 2014).

## Amministrazione

### Gemellaggi
La città è gemellata con:
- Arbúcies
- Logroño
- La Vall d'Uixó
- Zarautz
- Albolote